# Esamirim divisus
Esamirim divisus är en skalbaggsart som beskrevs av Martins och Maria Helena M. Galileo 2004. Esamirim divisus ingår i släktet Esamirim och familjen långhorningar.
Artens utbredningsområde är Panama. Inga underarter finns listade i Catalogue of Life.